# Vita privata di Galileo Galilei
Sulla vita privata di Galileo Galilei si hanno notizie da due biografie di autori a lui contemporanei: una Vita del signor Galileo Galilei (1653-1654) di Niccolò Gherardini e un Racconto istorico della vita di Galileo (datato 29 aprile 1654) di Vincenzo Viviani.

## I biografi contemporanei

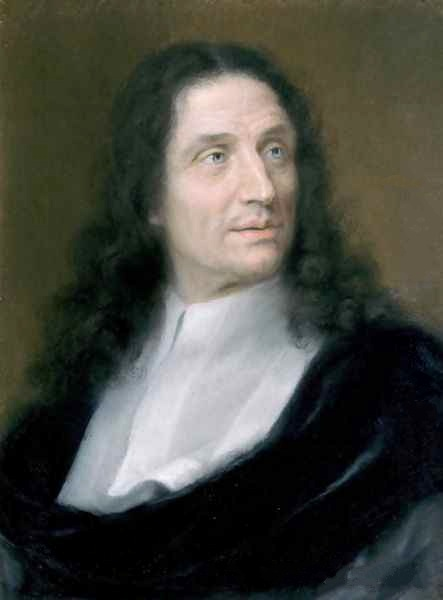
Vincenzo Viviani

Il canonico Gherardini, ultimo del ramo fiorentino dei Gherardini di Montagliari, imparentato con i Barberini, aveva conosciuto, secondo quanto lui stesso racconta nella biografia di Galilei, lo scienziato pisano in occasione del suo processo a Roma nel 1633, e lo aveva aiutato mettendolo in contatto con il cardinale Guido Bentivoglio che dirigeva il tribunale della Santa Inquisizione.
Gherardini era considerato amico dalla famiglia di Galilei come risulta da alcune lettere scritte dalla figlia di Galileo, suor Maria Celeste, al fratello Vincenzio. Dopo l'esito del processo Gherardini racconta che, stanco della vita presso la curia romana, fece in modo di farsi trasferire a Firenze per godere dell'amicizia con Galilei.
Alla biografia scritta dal Gherardini attinse Viviani divenuto nel 1639, a 17 anni, assistente di Galilei ad Arcetri, fino alla morte del maestro nel 1642 quando, raccolta l'eredità di manoscritti, documenti e lettere, s'incaricò, per desiderio del principe Leopoldo de' Medici, di conservarne la memoria e di diffonderne l'insegnamento con una biografia scritta:
Sebbene presentasse il suo libro come improntato alla verità storica e benché fosse molto affezionato al suo maestro, Viviani non lo pubblicò. Pur nella sua venerazione per Galilei, esaltato nella biografia più come filosofo che come scienziato, Viviani si autocensurò mettendo in secondo piano e, per certi aspetti, travisando la tragica esperienza del processo vissuta dal suo maestro.

## L'aspetto fisico e le malattie di Galilei

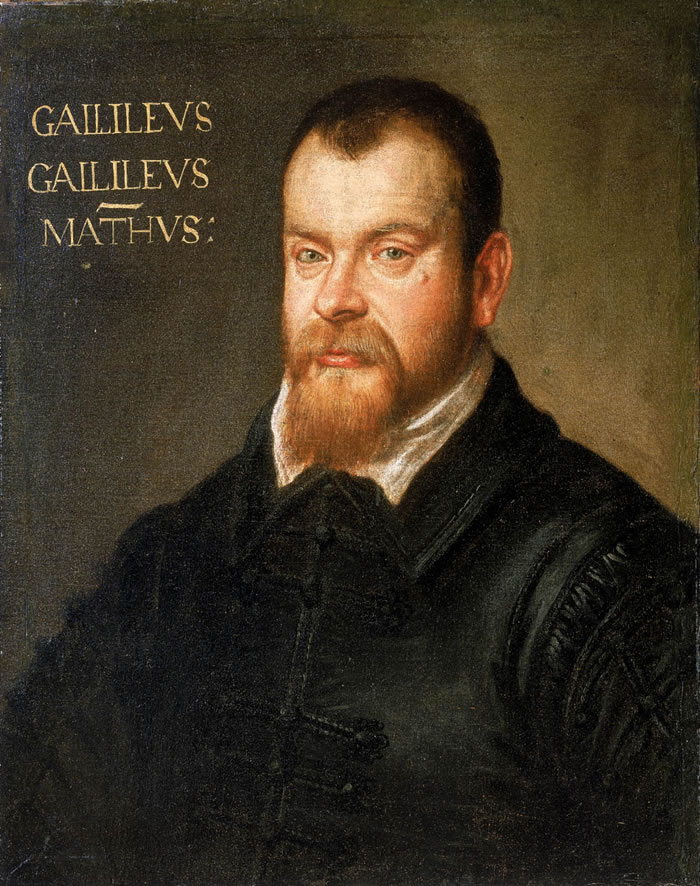
Ritratto (1605-1607) da Domenico Robusti di Galilei quarantenne

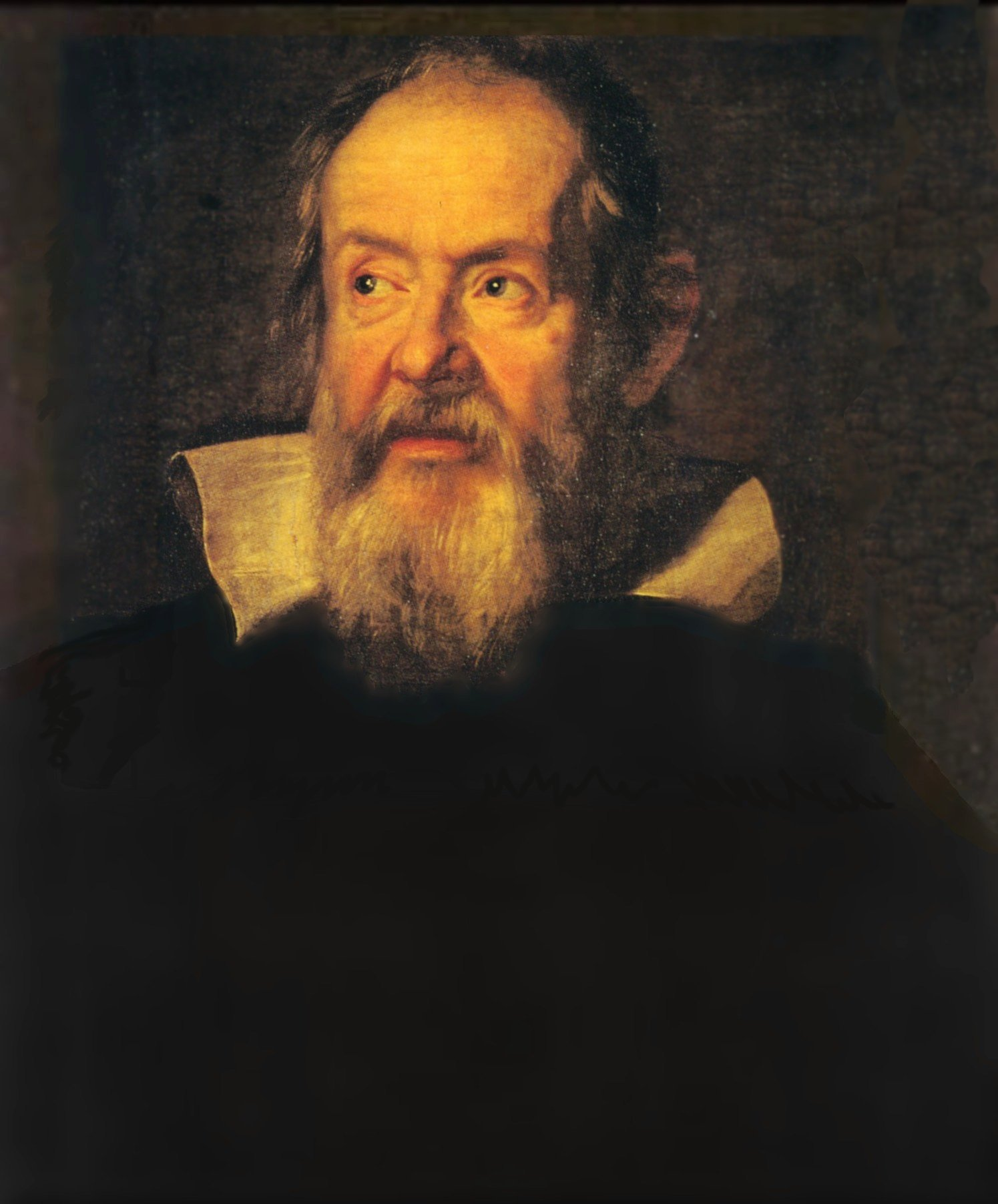
Galilei ritratto all'età di 72 anni (1636) da Justus Sustermans

Nonostante che dalla descrizione dei due autori ne derivi un'immagine della robustezza fisica di Galilei tuttavia la sua vita sembra essere stata travagliata da numerosi malanni. Secondo Viviani questi danni alla salute sarebbero la conseguenza di un episodio avvenuto al maestro in età giovanile, nel 1594, che avrebbe causato nel tempo le successive e svariate patologie:
Invero Galilei lamentò spesso malanni di vario tipo ma, considerando che egli morì quasi ottantenne, c'è da osservare che, data la durata media della vita in quei tempi, forse le malattie che lo travagliarono non fossero poi così gravi. Gli amici tuttavia accolsero seriamente le notizie di queste infermità fornendogli consigli e suggerendogli rimedi: Giovanfrancesco Sagredo scrivendogli da Venezia nel 1613 gli consiglia di seguire la dieta che egli stesso segue e gli raccomanda di non prendere freddo all'aperto di notte (cosa che Galilei in effetti faceva per le sue osservazioni astronomiche).
Fra i vari malanni Galilei sembra fosse afflitto anche dalla urolitiasi ("renella") a proposito della quale gli scrive il medico veneziano Bernardino Gaio:
Per questo il suo conoscente Giovanni Antonio Magini, anche lui sofferente dello stesso male, gli scrive da Bologna che «gli rincresce grandemente» che egli soffra del suo stesso malanno e gli consiglia di guardarsi «dal troppo moto, et massime da carrozza, et soprattutto da vini grandi e dal coito.»
Di tanti acciacchi dunque riferisce Galilei ai suoi confidenti che anche il suo affezionato amico Benedetto Castelli si lascia andare ad un accorato invito: «per amor di Dio, Sig. Galilei, lasciate andare tutte le stelle in malora, et conservatevi la sanità...»
Ben più seria la malattia descritta da Galilei nel Saggiatore che comincia a colpirgli la vista e che lo porterà alla cecità:
In definitiva Galilei certamente tendeva alla somatizzazione e alla depressione («[...]una tristizia e melanconia immensa, inappetenza estrema, odioso a me stesso») del resto giustificata dai tragici avvenimenti della sua vita: la convocazione a Roma con l'accusa di eresia, a lui che si considerava un buon cattolico, la prigionia durante il processo, la morte della figlia Virginia e infine la cecità.

## La vita agreste
Tra i motivi della sua melanconia lo stesso Galilei annovera i disagi della vita cittadina:
Di questo desiderio del maestro di vivere in campagna Viviani ne dà un'interpretazione "filosofica":
Secondo Viviani, Galileo amava dedicarsi alla coltura dell'orto, in particolare delle viti, e prestava notevole cura alla genuinità del proprio cibo.
Non riflessioni propriamente filosofiche ma certo è che nelle sue passeggiate in campagna Galilei esercitava il suo spirito esplorativo per i fenomeni naturali, per cui si chiedeva:
Vi fosse o no un interesse "scientifico" nel risiedere in campagna certo è che Galilei quando tornava in patria dal soggiorno padovano preferiva stare lontano dalla casa di famiglia e rifugiarsi in qualche villa messagli a disposizione dai Medici: a Pratolino o ad Artimino dove dava lezioni di matematica al principe Cosimo de' Medici. Nella villa di Marignolle fu spesso ospite gradito di don Antonio de' Medici.
«Io al presente mi trovo alle Selve, villa del Sig. Filippo Salviati, dove dalla salubrità dell'aria ho ricevuto notabil giovamento alle molte indisposizioni che mi hanno i mesi passati grandemente travagliato in Firenze» scrive Galileo spaventato dall'aria malsana della città da cui volle tenersi del tutto lontano stabilendosi definitivamente prima a Bellosguardo e poi ad Arcetri vicino al convento di clausura delle due figlie monache.

## Convivialità

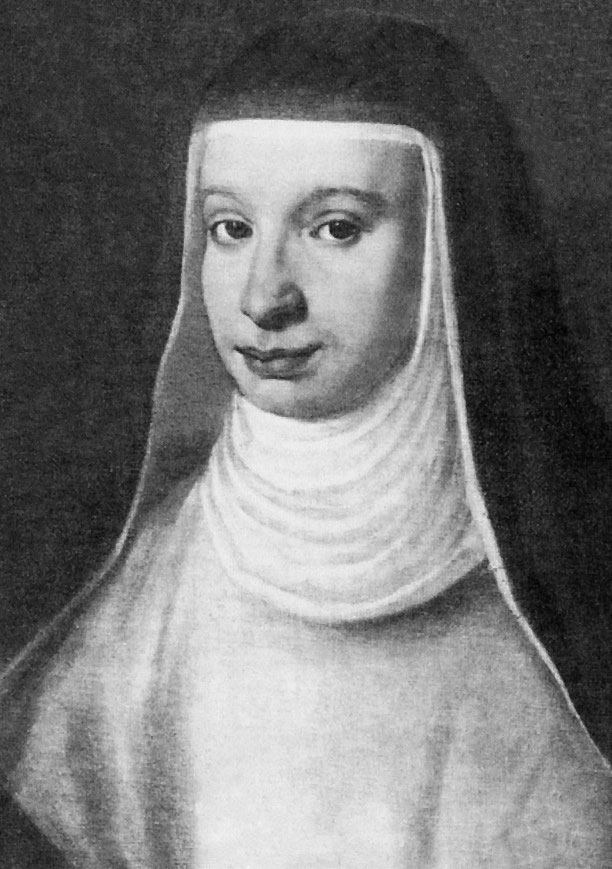
Virginia Galilei

Ad amici e parenti spesso si rivolge Galilei per rifornire la sua dispensa per offrire pranzi e cene nella villa di campagna rallegrati dal vino di Montepulciano, dai dolci e dalla frutta candita che gli venivano dal vicino convento di Arcetri dove la figlia Virginia e le monache lavoravano i frutti dell'orto dove il padre amava intrattenersi a curare la vigna come un esperto contadino. La figlia lo pregava di non affaticarsi al gelo dell'inverno e al calore estivo («abbia un poco di amore più a se stessa che all'orto») ma inutilmente perché, come racconta nella biografia Niccolò Gherardini, l'anziano scienziato «nel tempo del potare e rilegar le viti, si trattenea molte ore continue in un suo orticello, e tutte quelle pergolette ed anguillari voleva accomodare di sua mano, con tanta simmetria e proporzione ch'era cosa degna d'esser veduta».

## La relazione di concubinaggio con Marina Gamba
Durante la seconda parte dei diciott'anni (1592-1610) trascorsi a Padova, probabilmente a partire dal 1599, Galileo ebbe una relazione con la veneziana Marina Gamba. I due non si sposarono mai, ma ebbero tre figli: Virginia (1600-1634), Livia (1601-1659) e Vincenzio o Vincenzo (1606-1649), dei quali solo quest'ultimo nel 1619 fu riconosciuto come figlio legittimo.
Già dalla fine del 1599 Marina si era trasferita a Padova; per lei e i figli Galileo affittò un appartamento vicino alla sua casa, appartamento che visitava sovente. A seguito di questo comportamento ricevette nel 1604 la prima denuncia, motivata dalle visite, anche durante le messe, alla donna, che era ritenuta di dubbia morale; il Vescovo di Padova, dopo essersi consultato con i procuratori (reggenti) dell'Università, decise di non trasmettere la denuncia all'Inquisizione.
In occasione del trasferimento a Firenze nel 1610 Galilei lasciò Marina e affidò le figlie a sua madre Giulia Ammannati, e il figlio, dopo un breve periodo, a un'istitutrice.
A 16 anni Virginia divenne suora con il nome di Maria Celeste, e Livia divenne suor Arcangela; Galilei manterrà buoni rapporti solo con la prima.
Dopo qualche screzio, a quattro anni dalla morte Galilei intraprese buoni rapporti con il flglio; lo nominò amministratore di tutti i suoi beni e alla morte lo lasciò erede universale.

## Un amore senile
Galilei, nel 1630, ormai sessantaseienne, incontra Alessandra Bocchineri in occasione del matrimonio della sorella di lei, Sestilia, con il figlio di Galilei, Vincenzio.
Quando Galileo viene invitato alla villa di S.Gaudenzio, sulle colline di Sofignano, alla fine di luglio del 1630, ospite dell'amico Giovanni Francesco Buonamici, marito di Alessandra, questa è un'avvenente donna di 33 anni che si è affinata e ha coltivato la sua intelligenza come dama d'onore della imperatrice Eleonora Gonzaga presso la corte viennese. Galilei è ammirato dall'intelligenza della giovane poiché «sì rare si trovano donne che tanto sensatamente discorrino come ella fa» e tra i due si avvia una corrispondenza con lo scambio di numerosi inviti per incontrarsi. Particolarmente insistente è Galilei che di fronte al timore manifestato da Alessandra di maldicenze originate dalla loro amicizia, ormai nota, scrive:
Alessandra continua a respingere gli inviti di Galileo sebbene come gli scrive: «Io delle volte tra me medesima vo stipolando in che maniera io potrei fare a trovare la strada innanzi che io morissi a boccarmi con Vostra Signoria e stare un giorno in sua conversazione, senza dare scandalo o gelosia a quelle persone che ci hanno divertito da questa volontà.»
Con il sopravvenire della cecità e l'aggravarsi delle condizioni di salute anche Galilei è costretto a rinunciare agli incontri «non solo per le molte indisposizioni che mi tengono oppresso in questa mia gravissima età, ma perché son ritenuto ancora in carcere, per quelle cause che benissimo son note».
L'ultima lettera mandata ad Alessandra nel 20 dicembre del 1641 di "non volontaria brevità" precede di poco la morte di Galilei che sopraggiungerà 15 giorni dopo nella notte dell'8 gennaio 1642 ad Arcetri, assistito da Viviani e Torricelli.